# Rhyparus approximans
Rhyparus approximans är en skalbaggsart som beskrevs av Leon Fairmaire 1893. Rhyparus approximans ingår i släktet Rhyparus och familjen Aphodiidae. Inga underarter finns listade i Catalogue of Life.